# 林英海
林英海（1932年—2014年12月2日），河南台前人。中华人民共和国政治人物。

## 生平
1951年3月参加工作，曾任寿张县张书安小学、林楼小学教员，姚邵庄中心小学副校长。1954年4月加入中国共产党。1958年，进入北京师范大学中文系，此后留校任职，任北京师范大学中文系副主任。1974年，任中共河南省台前县工委党校校长。1980年，改中共台前县委副书记、书记。1983年，升任中共河南省委宣传部副部长。1990年，任中共河南省委副书记、河南省纪律检查委员会书记。1993年，任河南省政协主席。2003年12月退休。2006年5月任河南省关心下一代委员会主任。
林英海是中共十三大、十四大、十五大、十六大、十七大、十八大代表，第八届、十届全国人大代表，政协第九届全国委员会委员。1985年9月增选为中央纪委委员。
2014年12月2日因病医治无效在郑州逝世，享年83岁。